# Рогозно (Жабинковский район)
Рогозно (бел. Рагозна) — деревня в Жабинковском районе Брестской области Беларуси. Входит в состав Ленинского сельсовета. Население — 118 человек (2019).

## География
Рогозно находится в 6 км к юго-востоку от Жабинки и в 2 км к юго-западу от посёлка Ленинский. По северной окраине деревни проходит автомагистраль М1, местные дороги ведут в деревни Бусни и Ежики. Местность принадлежит бассейну Вислы, вокруг деревни сеть мелиоративных каналов со стоком в Мухавец.

## История
Первое упоминание о деревне Рогозно относится к 1582 году, она принадлежало Здитовскому имению В. Сасина-Калечицкого. В 1700 году полоцкий стольник Ф. Федюшко выделил средства на строительство церкви в Рогозно.
После третьего раздела Речи Посполитой (1795 год) в составе Российской империи, с 1801 года Крупчицы принадлежали Кобринскому уезду Гродненской губернии.
С 1862 года Рогозно стало центром крестьянского общества, село насчитывало 153 человека, с 1863 года существовало народное училище, действовали магазин и трактир. Согласно переписи 1897 года Рогозно насчитывало 279 человек и 39 дворов.
В конце XIX века на месте сгоревшей церкви был отстроен новый храм, освящён в 1899 году.
Согласно Рижскому мирному договору (1921) деревня вошла в состав межвоенной Польши, где принадлежала Кобринскому повету Полесского воеводства. С 1939 года — в составе БССР.
В период Великой Отечественной войны деревня была под оккупацией с июня 1941 года по июль 1844 года. В 1943 году местный храм был сожжён немецкими захватчиками.
В 2002 году началось строительство нового кирпичного храма в честь святого Димитрия Солунского. В 2007 году храм был освящён.

## Население
В 2009 году согласно переписи населения в деревне проживало 118 человек (2009). В 2019 году — 118 человек.